# Brossas e Vilaret
Brossas e Vilaret (en francès Brousses-et-Villaret) és un municipi de França de la regió d'Occitània, al departament de l'Aude.